# سید اسماعیل دبیری اصفهانی
سیداسماعیل دبیری اصفهانی از سیاستمداران ایرانی بود، که در دوره نخست بعنوان نماینده اصفهان در مجلس شورای ملی حضور داشت.